# هواكونادا
هواكونادا Huaconada (تلفظ بالإسبانية: ‎/wakoˈnaða/‏ هي رقصة طقوس بيروفية يتم إجراؤها في قرية ميتو في مقاطعة كونسيبسيون في جبال الأنديز الوسطى في بيرو. وقد تم إدراج هواكونادا في القائمة التمثيلية للتراث الثقافي غير المادي للبشرية من قبل اليونسكو عام 2010. 

## موعد الرقص
في الأيام الثلاثة الأولى من شهر يناير كل عام، يقوم رجال ملثمون يُعرفون باسم "هواكونيس" بأداء عدد من الرقصات المصممة عبر تسلسل محدد في وسط القرية. هناك نوعان من الرقصة": أولئك الذين يرتدون الأزياء التقليدية والأقنعة المنحوتة بدقة "تلهم الاحترام والخوف"، وأولئك الذين يرتدون الأزياء الحديثة "التي تجسد الرعب أو الحزن أو السخرية".

## طريقة الاداء
طبلة صغيرة محلية الصنع تسمى "تينيا" تدق الوقت الذي يتم فيه أداء الرقصة. تنتقل الرقصة من الأب إلى الابن مع الملابس والأقنعة المصاحبة لها، ولكن يُسمح فقط للأشخاص ذوي السلوك الجيد والنزاهة الأخلاقية بأداء طقوس الرقص باسم "الهواكون". 

## أنظر أيضا
- رقصات بيرو| أيقونة بذرة | هذه بذرة مقالة عن موضوع متعلق ببيرو بحاجة للتوسيع. فضلًا شارك في تحريرها. |

## روابط خارجية
1. فيلم وثائقي قصير من إنتاج اليونسكو عن هواكونادا باللغة الإسبانية